# Гінч Кароль Август
Кароль Август Гінч (Гейнч) (1810, Житомир, Волинська губернія, Російська імперія — після 1860) — український і польський драматург, пов’язаний із театральним рухом на Волині. Народився у Житомирі в сім'ї військового лікаря з польського шляхетного роду, що мав давні зв'язки з Волинню. Сім'я Гейнчів володіла маєтком у селі Гінчівка неподалік Житомира. Його батько, лікар і громадський діяч, був одним із засновників місцевих масонських лож.

## Життєпис
Кароль народився в родині колезького радника Франца Гейнча, доктора медицини та філософії, який походив зі старовинного шляхетського роду, відомого ще з XVI століття. На Київщині Гейнчі мали маєток Гінчівка, але через фінансові труднощі його втратили. Оселившись у Житомирі, Франц Гейнч відкрив власну аптеку. Кароль Гейнч також здобув медичну освіту і продовжив сімейну справу, заробляючи на життя аптекарством.
Кароль жив у спільноті шяхти, що ностальгувала за часами Речі Посполитої. Бажаючи відновлення втраченої країни, шляхта шукала джерела натхнення. У польській літературі сформувався напрям, який літературознавці називають «українською школою», яка історичні стосунки між українцями та поляками описувала в романтично ідеалізованому світлі.
Кароль Гейнч намагався долучався до написання літературних творів.  Він писав свої твори переважно рідною польською мовою. Це відповідало мовній ситуації еліти тогочасної Правобережної України. У Житомирі 1809 року з ініціативи губернатора Михайла Камбурлея було зведено дерев'яний театр, де й почала виступати польська театральна трупа.
Серед творів Кароля Гейнча для цього театру особливо виділяють комедію «Молодь тогочасна» (1841), у якій висміювалося явище балагульства. Це було щось на зразок стиляг або хіпі того часу: своєрідний протест молоді XIX століття проти умовностей шляхетського життя. Назва «балагули» походить від возів, на яких роз'їжджали хлопці, зодягнені у селянські свити й недбалої зовнішності. Вони відкрито нехтували правилами етикету, пиячили й вдавалися до епатажної поведінки, у тому числі часто використовували українську мову й співали українські пісні. У своїй комедії Гейнч гостро висміяв цей аспект балагульства. На це балагули відреагували по-своєму: в знак «вдячності» вони обрізали свої вуса й бороди та надіслали їх автору, проявивши своєрідний балагульський гумор.
У 1841 році було написано інший твір - «Витівки уланів». Його твори відображали настрої суспільства і прагнення глядачів до перегляду місцевих подій і національного колориту.
Однією з перших п'єс, яка торкалася української тематики, стала історична драма «Повернення запорожців з Трапезунду», надрукована у 1842 році. Нині єдиний примірник цього видання зберігається в Російській національній бібліотеці в Санкт-Петербурзі. Цей твір став доступним для сучасного читача завдяки антології «Українською музою натхненні» (1971). Основний текст п'єси виконано українською мовою, але латинськими літерами, ремарки написані польською мовою, хоч в російських театрах в той час ремарки завжди робили російською.
У «Поверненні запорожців з Трапезунду» Гейнч зобразив українських козаків як демократичну військову силу, що зіткнулася з несправедливістю польської шляхти. Автор акцентує на героїчних аспектах життя козаків, не ідеалізуючи їх. П’єса написана живою українською мовою, з використанням українських народних висловів, без значної кількості полонізмів, що було рідкісним для літератури того часу. До п’єси Гейнч спеціально написав пісні, стилізуючи їх під народні, і в ремарках вказав мелодії, на які їх слід співати: «Їхав козак за Дунай», «Як не бачу Петруся», «Ой, не ходи, Грицю», «Летить орел понад морем».
П'єси Кароля Гейнча мали популярність на Волині, Поділлі та навіть на Галичині, зокрема після створення тут постійного українського театру (1864). Саме в постановках п'єси «Повернення запорожців з Трапезунду» прозвучав гімн «Ще не вмерла Україна» на музику М. Вербицького. Щоб адаптувати його до змісту вистави гімн прозвучав як «Ще не вмерло Запороже».
Незважаючи на відсутність портрета, рукописів та перших видань його п’єс, Кароль Гейнч залишив помітний слід у театральній культурі України, а його творчість сприяла польсько-українським культурним зв’язкам.

## Пам'ять
Назва колишнього хутора Хінчанка в Житомирі, розташованого поблизу нинішніх вулиць Мануїльського, Східної та Київської, пов’язана з іменами Кароля Гейнча та його батька Франца Кароля Гейнча.
Походження топоніма пояснив краєзнавець Георгій Мокрицький. Як виявилося, землі, що колись належали родині Гейнчів, спочатку називали Гейнчівкою, згодом вимова змінилася на Хінчівка, а потім — на Хінчанка, за аналогією з назвами інших житомирських мікрорайонів, таких як Мальованка та Смолянка. Різниця у звуках «Г» і «Х» пояснюється тим, що прізвище Гейнч польською мовою пишеться через «Н», звук якої близький до українського «Х».
У 1995 році в Житомирі на честь драматурга назвали проїзд Кароля Гейнча.